# سنجق دمشق
سنجق دمشق سنجق عثماني كان يقع في أقصى شمال ولاية سوريا. تمتد حدوده بين سنجق حماة شمالاً وسنجق حوران جنوباً وبين متصرفية الزور شرقاً وسنجق بيروت ضمن ولاية بيروت غرباً. في عام 1914، كان السنجق يضم مركز دمشق ونواحي بعلبك والبقاع وحاصبيا ودوما وراشيا والزبداني والقنيطرة والنبك ووادي العجم. بلغ عدد سكان السنجق 443,257 نسمة عام 1914، وكان بذلك أكبر سنجق سكاناً في الولاية.

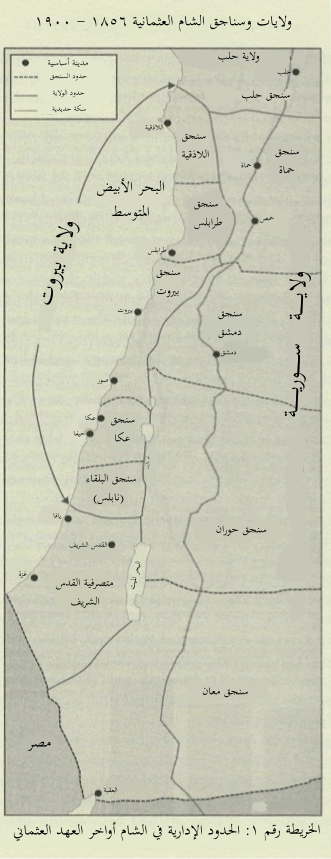
سنجق دمشق في أواخر الحكم العثماني

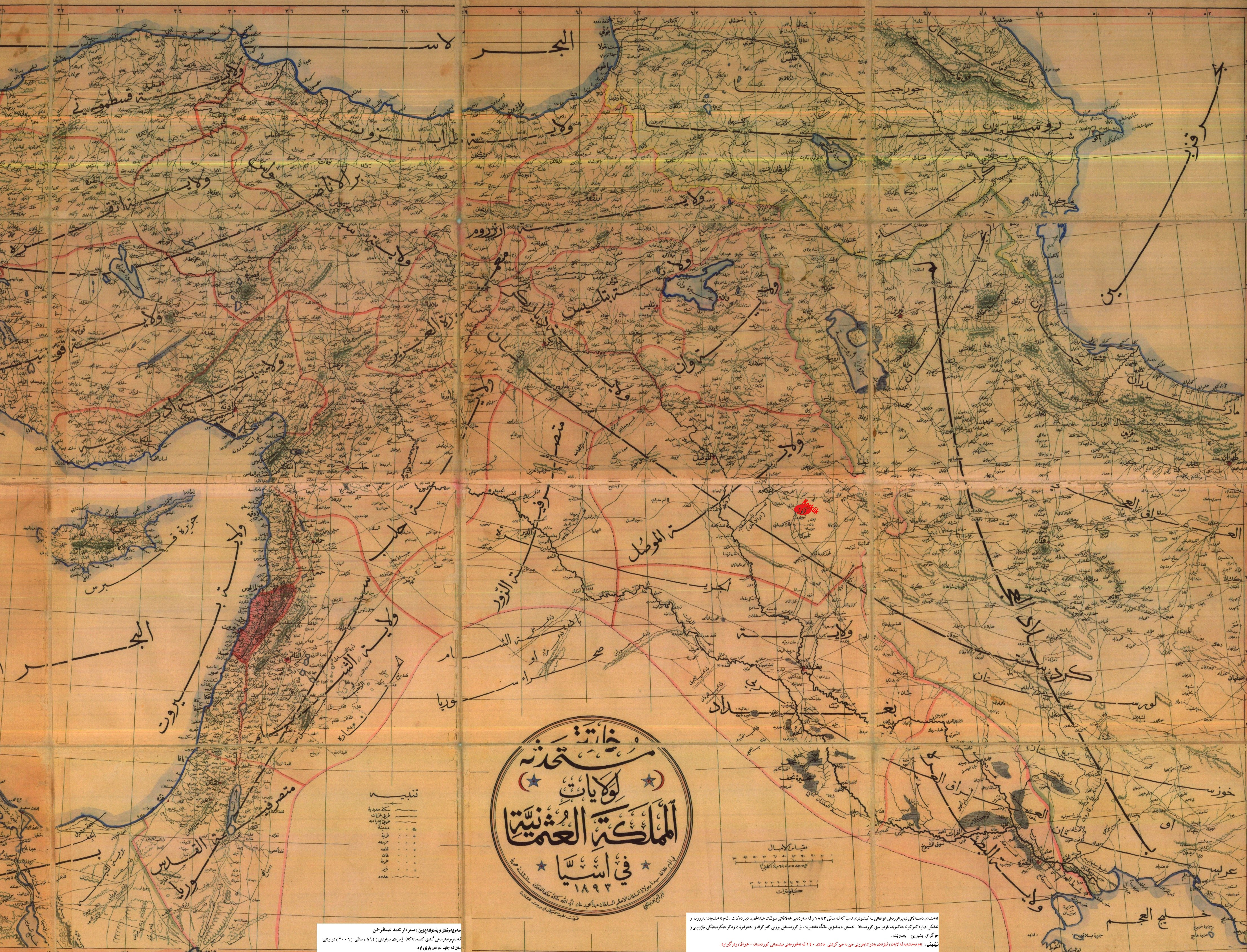
سنجق دمشق في خارطة سورية العثمانية